# 도시생태현황도
도시생태현황도 또는 비오톱 지도(Biotope Map)은 비오톱들을 지도상에 표현한 것으로, 비오톱이란 특정한 식물과 동물이 하나의 생활공동체 즉 군집을 이루어 지표상에서 다른곳과 구분되는 독립된 서식지를 의미한다.
서울시에서는 대도시의 특성상 도시환경의 변화가 급격히 이루어짐에 따라 생태적인 도시관리의 필요성을 인식하여 1999년에 국내 최초로 비오톱지도를 작성하여 도시생태 보전 및 복원 등 도시계획분야에 활용함으로써 지속가능한 도시발전에 기여하고 있으며, 타 지자체의 비오톱지도 제작 및 활용을 선도하고 있다.

### 토지 이용 현황도
현재 토지가 어떠한 용도로 사용되고 있는가를 나타낸 도면으로 크게 도시화지역과 녹지 및 오픈스페이스 지역으로 나뉜다.
1. 도시화지역 : 주택지, 상업 및 업무시설지, 주택 및 상업 혼합지, 공업지, 공공용도지, 교통 시설지, 도시부양시설지 등
2. 녹지 및 오픈스페이스 : 특수지역, 녹지 및 오픈스페이스, 하천 및 호소로 구분

### 불투수토양포장도
현재 토지가 건물과 불투수성 포장재(아스팔트, 콘크리트, 보도블록 등)로  덮여있는 면적비율을 나타낸 도면으로, 면적비율에 따라 6개의 등급 분류.

### 현존식생도
식생의 분포유형을 나타낸 도면으로 도시화지역은 시가화지역과 도로로 구분하였으며, 녹지 및 오픈스페이스지역은 생태적 구조 및 속성에 따라 조경수목식재지, 초지, 수역,  경작지로 구분하고, 산림지역은 교목의 우점종으로 구분하여 표현.

### 비오톱유형도
도시생태의 특성을 유형화하여 나타낸 도면으로, 서울지역의 비오톱유형을 크게 주거지 비오톱, 상업 및 업무지 비오톱, 공업지 비오톱, 도시기반시설지 비오톱, 교통시설지 비오톱, 조경녹지 비오톱, 하천 및 습지 비오톱, 경작지 비오톱, 산림지 비오톱, 유휴지 비오톱으로 나누어 표현.

### 비오톱유형 평가도
비오톱유형별 가치등급을 5개로 나누어 표현한 도면으로, 비오톱의 평가는 목적에 따라 평가기준이 달라질 수 있는데, 이 도면은 도로, 수면 등을 제외한 62개의 비오톱유형에 대하여 자연보호를 목적으로 하였을 경우의 가치등급을 나타낸 것임.

### 개별비오톱 평가도
개별비오톱 평가도는 자연보호를 목적으로 하였을 경우의 비오톱의 가치를 3개 등급으로 나누어 표시한 것이다. 개별비오톱 평가는 비오톱유형을 크게 자연형, 근자연형, 비자연형, 기타의 4가지 범주로 나누고, 이가운데 자연형과 근자연형의 29개에 해당되는 비오톱만을 대상으로 작성된다.

## 참고 문헌
본 문서에는 서울특별시에서 지식공유 프로젝트를 통해 퍼블릭 도메인으로 공개한 저작물을 기초로 작성된 내용이 포함되어 있습니다.